# Ninhue
Ninhue este un târg și comună din provincia Ñuble, regiunea Bío Bío, Chile, cu o populație de 5.268 locuitori (2012) și o suprafață de 401,2 km2.